# الزافن (عمران)
الزافن هي إحدى قرى الجمهورية اليمنية. وهي تتبع جغرافيًا لمحافظة عمران. وإداريًا لمديرية ثلاء. يبلغ تعداد سكانها 1645 نسمة حسب الإحصاء الذي جرى عام 2004.